# Jakob Glur

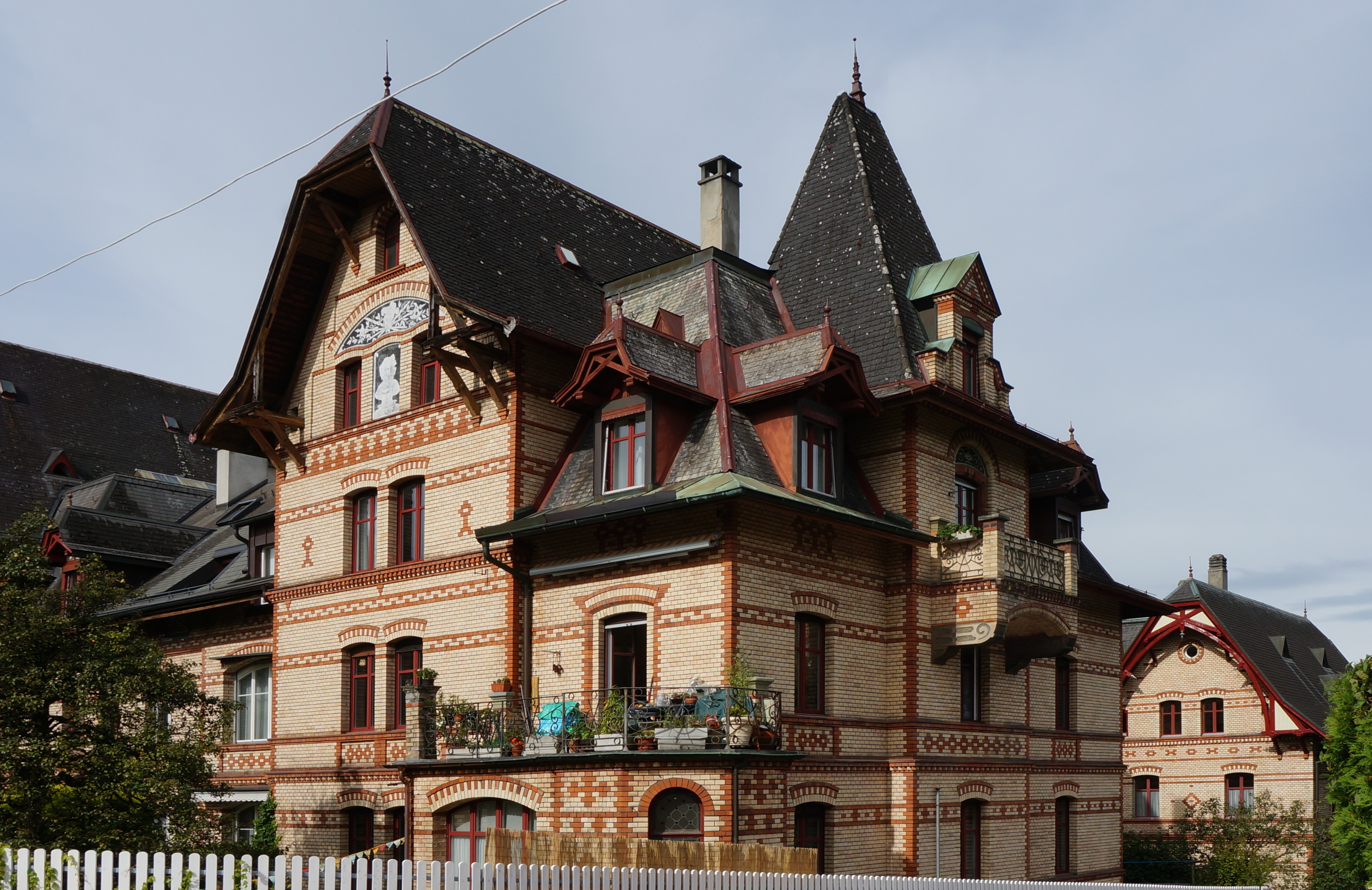
Backsteinbauten am Obstbergweg

Jakob Glur (* 19. Januar 1842 in Roggwil BE; † 23. März 1907 in Bern) war ein Schweizer Baumeister.
Glur realisierte in Bern ab den 1890er Jahren Geschäftsgebäude und Wohnhäuser. Dabei ist seine – regional untypische – Verwendung von Sichtmauerwerk als Fassadenmaterial als Besonderheit zu nennen, die seine Bauwerke hervorhebt. Zum Formenrepertoire gehören Erker, Balkone, komplexe Dächer und aufwendige Holzkonstruktionen, als Schmuck werden Sgraffitos verwendet. Glurs Hauptwerk ist die Überbauung der Obsthalde im Quartier Gryphenhübeli in Bern, nachdem durch die steigenden Bodenpreise im nahen Kirchenfeld das Interesse der Investoren hierher gefallen war. Das Bauunternehmen Glurs ging kurz vor dessen Tod in Konkurs.

## Werke (Auswahl)
- Alpenstr. 5, Mehrfamilienhaus, Bern 1892
- Siedlung Obstberg,  Bern 1892–94
- Belp-Str. 24, Werkstatt- und Wohngebäude, Bern 1893
- Postgasse 35, Mehrfamilienhaus, Bern 1895
- Tavelweg 12-20; 28-32, Reihenhäuser, Bern 1892–94

## Belege
1. ↑  Andreas Hauser, Peter Röllin, Brechtold Weber: INSA: Inventar der neueren Schweizer Architektur, 1850-1920 Vol. 2. Bern. Bern: Gesellschaft für Schweizerische Kunstgeschichte 1986. S.

| Personendaten    | Personendaten        |
| ---------------- | -------------------- |
| NAME             | Glur, Jakob          |
| KURZBESCHREIBUNG | Schweizer Baumeister |
| GEBURTSDATUM     | 19. Januar 1842      |
| GEBURTSORT       | Roggwil BE           |
| STERBEDATUM      | 23. März 1907        |
| STERBEORT        | Bern                 |